# Skylab Rescue
O Skylab Rescue Mission (também conhecido como SL-R):iii era um voo reserva como parte do plano de contingência para a estação espacial Skylab. Usaria um Módulo de Comando e Serviço Apollo (CSM) modificado que lançaria com uma tripulação de dois e retornaria com cinco.:1-1

## História
Os planos para transformar o Módulo de Comando e Serviço Apollo como uma nave de resgate datam desde novembro de 1965, quando os técnicos da North American Rockewell conceberam a possibilidade de uma missão de salvamento para astronautas presos em órbita Lunar. Após uma missão de resgate em órbita da Terra ter sido apresentada no filme Marooned (1969]], a empresa reviveu o conceito em novembro de 1970. O Centro de Voos Espaciais George C. Marshall emitiu um documento formal de Requerimentos para Missão no dia 17 de maio de 1972, com revisões subsequentes.:iii
Os astronautas da Skylab 3, Alan Bean e Jack Lousma ajudaram a projetar o "kit de modificação de campo" com o objetivo de usar um CSM padrão para resgate e teriam voado o CSM de sua missão para resgatar a Skylab 2, se necessário. O Módulo de Comando padrão acomodava uma tripulação de três com armários no anteparo de popa para reabastecimento de experimentos e outros equipamentos, como também o retorno de filmes expostos, fitas de dados e amostras de experimentos. Para converter um CSM padrão num veículo de resgate, os armários seriam removidos e trocados por duas cadeiras, fazendo com que a nave aguentasse cinco tripulantes. O maior risco num resgate seria que os três assentos superiores "apertassem" ou colapsassem nos assentos inferiores caso uma amerissagem em alta velocidade, mas isso nunca havia ocorrido em missões anteriores.

### AS 208
Logo após o lançamento da Skylab 3, o CSM desenvolveu um problema com o Quad B, um dos seus quatro propulsores do sistema de controle de reação. No dia 2 de agosto de 1973, seis dias depois, um efeito parecido com uma tempestade de neve no exterior da estação assustou a tripulação durante o jantar. O que parecia ser uma "tempestade de verdade" era combustível vazando do Quad D, que ficava oposto ao Quad B. Os defeitos deixaram dois quads disponíveis e enquanto a nave poderia funcionar com apenas um, os vazamentos apresentaram um risco em potencial para outros sistemas.:208 O combustível em dos os quads e no motor principal do sistema de propulsão do módulo de serviço (SPS) eram da mesma área; se o combustível do SPS estivesse contaminado, o CSM poderia ser incapaz de deorbitar.
A NASA considerou retornar a tripulação imediatamente, mas devido ao fato dos astronautas estarem seguros na estação com amplos suprimentos e que existiam planos de um um voo de salvamento,:209 a missão continuou enquanto o Saturno IB AS 208, com o CSM 119 era preparado no Edifício de Montagem de Veículos localizado no Complexo de Lançamento 39 para possível uso. Num momento ele foi mandado para o LC-39B.
No dia 4 de agosto a NASA anunciou que os tripulantes reservas da Skylab 3 e 4, Vance Brand e Don Lind, voariam qualquer missão de resgate; eles imediatamente iniciaram o seu trino quando o segundo quad falhou no dia 2 de agosto. Depois dos engenheiros descobrirem que os vazamentos não colocaram a nave em perigo, os dois testaram simulações de reentrada com dois quads. Se a equipe de solo trabalhasse 24 horas por dia e pulassem alguns testes, a missão podia ser lançada no dia 10 de setembro,:299 e não duraria mais que cinco dias.:2–6:208–209 Os astronauras tentariam preparar a Skylab para posterior uso, mas o retorno de dados experimentais e a causa do problema tomavam precedência,:2-1 com Lind escolhendo o que salvar.:211 Amostras de urina e fezes, junto do Apollo Telescope Mount e outros filmes eram prioridades. Apesar da Skylab ter duas postas de acoplagem, somente a primária seria usada se possível, e ejetariam o CSM acoplado, se necessário.:2-2,3,8
Enquanto muitos na NASA acreditavam que a missão aconteceria, poucas horas após a falha do segundo quad a agência cancelou a missão. Além da NASA concluir que os quads que haviam falhado não impactariam o CSM da Skylab 3 e que o combustível do SPS não estava contaminado, Brand e Lind já haviam mostrado durante seu treino como reservas que uma reentrada com quads defeituosos eram segura. Eles também desenvolveram uma forma de deorbitar usando o sistema de atitude do módulo de comando. Brincando mais tarde com o fato de terem sido "bem eficientes, mas perfeitamente estúpidos, pois trabalhamos pra caramba para essa missão", Brand e Lind continuaram treinando para uma missão de resgate, mas também como reservas,:209–211 mas a Skylab 3 foi capaz de completar sua missão de 59 dias na estação e retornar à Terra usando dois propulsores do RCS,:103–4 além de usarem o motor do SPS somente uma vez, em vez de duas, por precaução.

### AS 209

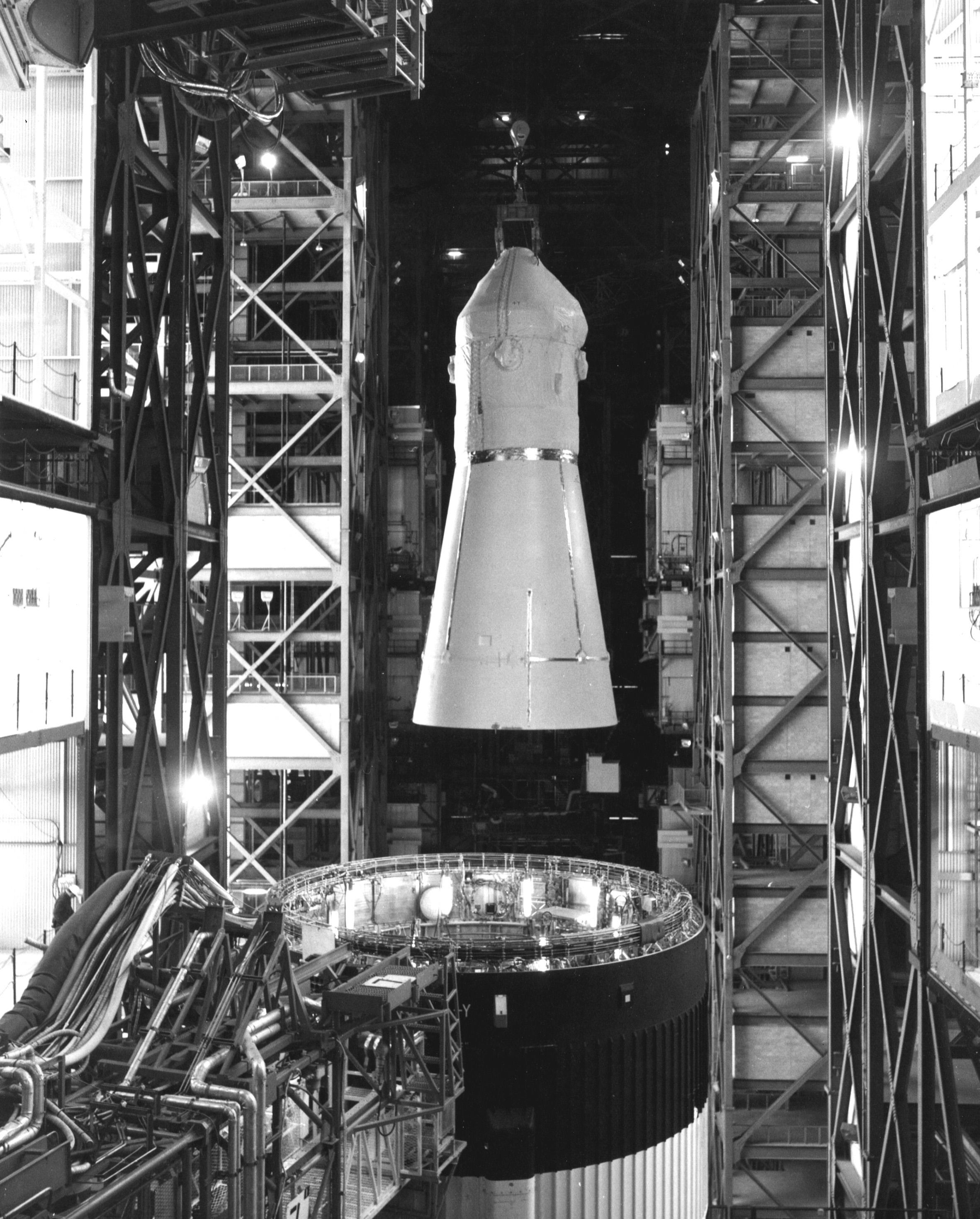
O CSM do Skylab Rescue sendo removido do Saturno IB no Edifício de Montagem de Veículos, seguindo o resgate bem sucedido da Skylab 4.

Após o lançamento da Skylab 4, outra missão de resgate foi criada como contingência. O foguete Saturno IB AS 209 foi montado no Edifício de Montagem de Veículos no Complexo de Lançamento 39 para possível uso, que também carregava o CSM 119, que seria lançado com Brand e Lind.
Também haviam planos para uma Skylab 5 de 5 dias, que usaria esse CSM. A tripulação, provavelmente composta por Brand, Lind e William Lenoir, teria realizado algumas pesquisas científicas e fechado a estação até que o Ônibus Espacial estivesse operacional. Entretanto, a extensão da duração da Skylab 4, de cinquenta e seis para oitenta e quatro dias, removia a necessidade de outra missão.
O AS 209 e o CSM 119 foram posteriormente usados como reservas na missão Apollo-Soyuz. Estão agora expostos no Complexo de Visitantes do Centro Espacial Kennedy. CSM 119 está localizado no Centro Apollo/Saturno V. O Saturno IB AS 209 está localizado no Jardim dos Foguetes do Complexo de Visitantes. Está apresentado em horizontal, preso a um Apollo FVV (Facilities Verification Vehicle) que estava anteriormente apresentado no Complexo de Visitantes do VAB por volta de outubro de 1968.
Em 2007, após ficar intocado por mais de 30 anos, os engenheiro da NASA usaram o módulo de comando para estudar a montagem do adaptador do sistema de suporte à vida – a coifa aerodinâmica que permite que oxigênio, água e eletricidade fluíssem do Módulo de Serviço ao de Comando. Isso foi feito para ajudar no projeto e construção de um sistema similar para a Orion, que lembra a configuração do Skylab Rescue.

## Tripulação
| Posição    | Astronauta  |
| ---------- | ----------- |
| Comandante | Vance Brand |
| Piloto     | Don Lind    |

Brand voou em 1975 como Piloto do Módulo de Comando do Apollo-Soyuz, antes de comandar três missões do Ônibus Espacial (STS-5 em 1982, STS-41-B em 1984 e STS-35 em 1990). Lind teria de esperar outra década antes de voar como Especialista de Missão na STS-41-B em 1985.
- CSM 119 exposto no Apollo/Saturn V Center
- AS 209 exposto no on display at the Complexo de Visitantes do Centro Espacial Kennedy